# Зелбах (Вестервалд)
Зелбах (њем. Seelbach) општина је у њемачкој савезној држави Рајна-Палатинат. Једно је од 119 општинских средишта округа Алтенкирхен (Вестервалд). Према процјени из 2010. у општини је живјело 336 становника. Посједује регионалну шифру (AGS) 7132103.

## Географски и демографски подаци
Зелбах се налази у савезној држави Рајна-Палатинат у округу Алтенкирхен (Вестервалд). Општина се налази на надморској висини од 200 метара. Површина општине износи 3,0 km². У самом мјесту је, према процјени из 2010. године, живјело 336 становника. Просјечна густина становништва износи 112 становника/km².